# Тудонг

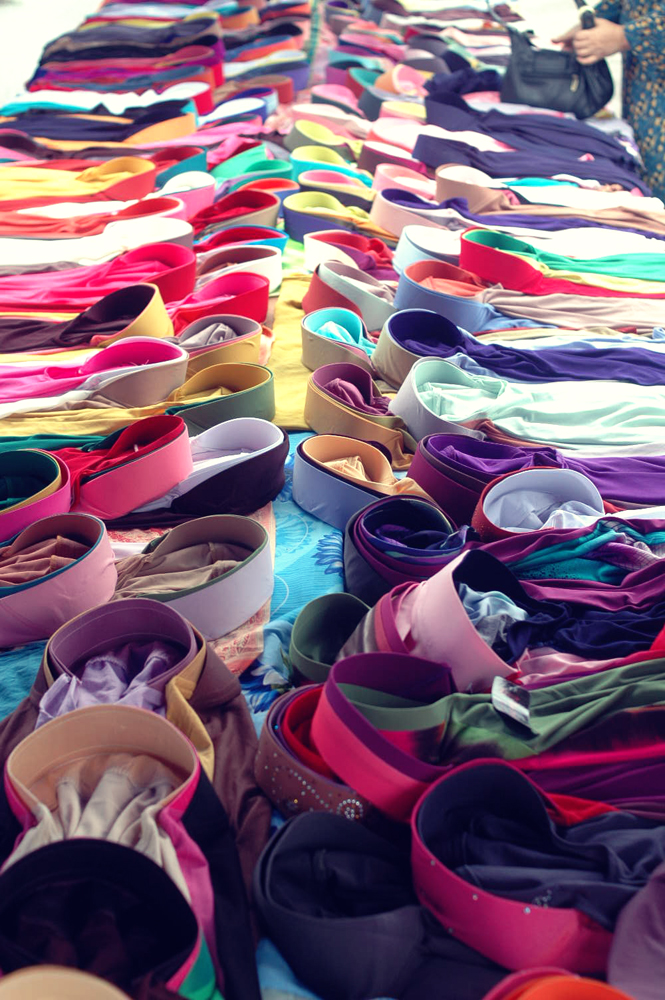
Тудонг (тудунг) — різновид хіджабу, який продають у Малайзії.

Тудонг (з малайської tudung, джаві: تودوڠ) — стиль головної хустки, який є інтерпретацією ісламського хіджабу. Тудонг поширений серед багатьох мусульманок у малайськомовному світі, зокрема в Індонезії, Брунеї, Малайзії та Сінгапурі. Сьогодні тудонг є частиною стандартного дрес-коду для багатьох офісів в Індонезії та Малайзії, а також є елементом шкільної форми та офіційних заходів. Хоча спочатку тудонг вважали консервативною формою одягу, сьогодні його носить більшість поміркованих мусульманок у Малайзії та Індонезії.

## Назва
Термін «тудонг» або «тудунг» — це малайське/індонезійське слово, що буквально означає іменник «покривало», яке англійською зазвичай перекладають як вуаль або хустка. «Тудонг» зазвичай використовують для опису хустки в Малайзії, тоді як в Індонезії «тудонг» частіше називають «керудунгом» або, можливо, «джильбабом». Проте останніми роками багато носіїв малайської/індонезійської мови почали називати «тудонг»/«тудунг»/«керудунг» «хіджабом» — запозиченим словом з арабської мови, що відображає зростальний вплив арабської культури на практику ісламу в Південно-Східній Азії.
На Філіппінах «тудонг» або «талукбонг» (тагальською) — це терміни, що позначають стандартний хіджаб, який носять мусульманки. Ці терміни є взаємозамінними зі стандартним арабським терміном «хіджаб» (на філіппінській він пишеться як «хідяб»). Зазвичай тудонг або талукбонг має форму вуалі для голови, наприклад, аль-аміра, хімар або нікаб (вуаль для обличчя).
Інший термін — «комбонг» (також пишеться як «комбонг») — стосується старішого стилю головного хіджабу.  Його носили жінки маранао, іранун та магінданао, використовуючи напівпрозорий шайлу або малонг (різновид саронгу), які носять на грудях і накидають на комбонг під час молитви. Також комбонг використовували для додаткового покривання на вулиці або в місцях, де були присутні знайомі.
«Тудонг», «талукбонг» або «комбонг» — це корінні австронезійські слова, споріднені з малайським та індонезійським «тудунг» або «керудунг», що означають «хіджаб». Ці терміни зазвичай використовують у мовах філіппінських мусульман або Банґсаморо, зокрема в трьох данаоських мовах: маранао, магінданао та іранун, а також у кааган, таусуг, якан і сінама (баджо). У тагальській або бісайських мовах немусульмани зазвичай використовують стандартне арабське слово «хіджаб», місцевий термін «талукбонг» або англійські терміни «хустка», «вуаль» чи «шарф» для позначення тудонгу.

## Опис
Тудонг закриває волосся, вуха та шию, маючи вшитий вигнутий козирок, залишаючи відкритим лише обличчя.  Зазвичай тудонг яскравий, часто представлений в таких кольорах, як рожевий, жовтий, блакитний і зелений. Він має квадратну форму хіджабу в арабському стилі, хоча тудонг значно яскравіший, ніж хіджаб на Близькому Сході.
В Індонезії та Малайзії навколо тудонга розквітла велика індустрія моди. Існує широкий вибір кольорів та стилів, а також використання плащів на ґудзиках, таких як джильбаб, довгих суконь та аксесуарів, що доповнюють тудонг. Багато жінок також носять його у поєднанні з джинсами та футболками у західному стилі. Макіяж також зазвичай носять разом із тудонгом.
РОзвиток соціальних мереж сприяло виникненню онлайн-магазинів тудонг, таких як Naelofa Hijab, Fareeda Tudung, SA Elegance, JelitaSARA та Ariani. Ці магазини продають тудонг молодим мусульманкам у малайськомовному світі, прагнучи поєднати модні тенденції з ісламськими принципами скромності. Багато жінок намагаються наслідувати останні стилі тудонг, які демонструють зірки малайськомовного світу.

## Історія

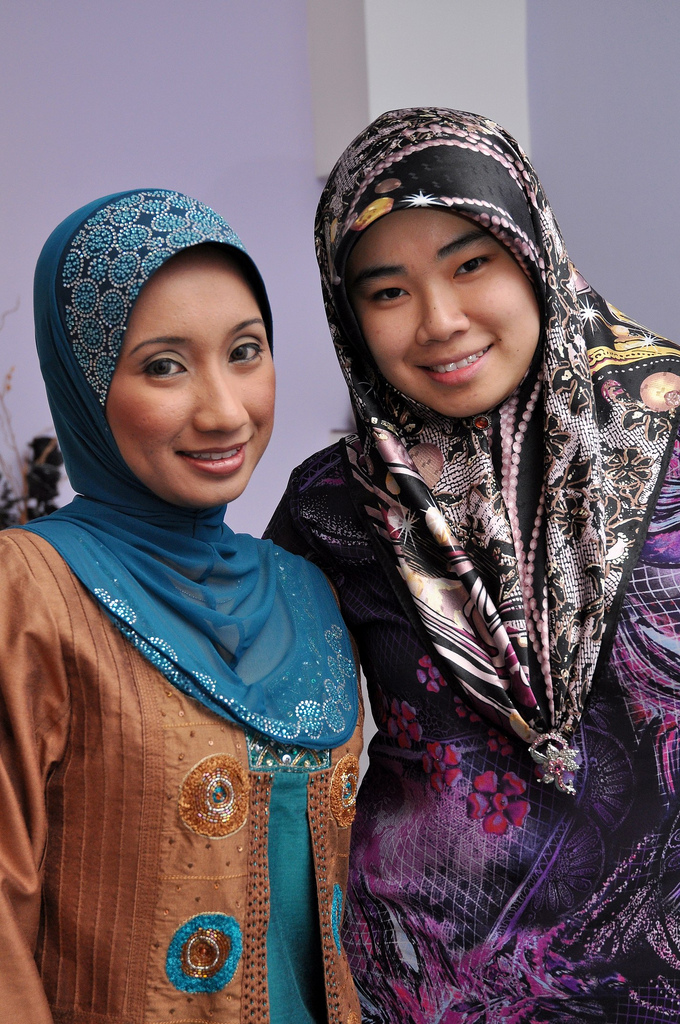
Сучасний Тудунг в Брунеї

Хоча Тудонг є популярним у малайськомовному світі, він є відносно нещодавнім явищем, а не традиційним елементом одягу. Тудонг з'явився в середині-кінці 1970-х років під впливом ісламського відродження, що почалося на Близькому Сході. Цей процес підживлювався підйомом «нафтодоларового ісламу» та Іранською революцією.

### До 1970-х років
До 1970-х років жінки в Малайзії та Індонезії по-різному інтерпретували хіджаб. Найпоширенішою формою був Селенданг, візерунчастий шарф, схожий на шаль, який вільно накидали на плечі або навколо голови, зазвичай не закриваючи волосся спереду або вуха. До кінця 1970-х років хустку загалом, навіть Селенданг, використовували лише для особливих випадків, таких як похорони або Кендурі. Деякі офіси та банки навіть розміщували оголошення про заборону жінкам носити хустки, оскільки вважалося, що хустки роблять жінку схожою на злочинницю. Хустки носили рідко, і їх часто уникали. Були випадки, коли жінки, які носили хустки, потрапляли на перші шпальти газет. У той час також існувало невдоволення, особливо в Сінгапурі, між малайськими мусульманами та мусульманами арабського та, зокрема, єменського походження, оскільки останніх вважали експлуататорами малайців. Це невдоволення призвело до того, що малайські громади почали уникати традицій, які вважалися «арабськими» та «іноземними» за походженням, зокрема хустки.

### 1970-ті роки
Тудонг виник у середині-кінці 1970-х років серед мусульманських студенток-реформаторок, які навчалися в університетських містечках на Близькому Сході, а також, меншою мірою, у Сполучених Штатах, Англії та Австралії. Поява тудонгу стала наслідком «руху автентичності» Алі Шаріяті та виникнення сучасних стилів хіджабів, які носили студентки іранських університетів. Тудонг мав на меті підкреслити ідентичність цих студентів як побожних мусульман, відмовитися від західної моди (як це дедалі частіше робили іранські жінки) та зміцнити почуття солідарності між ними. Ця нова форма ісламського одягу також почала з’являтися в університетських містечках Південно-Східної Азії у 1970-х роках і була відома як «мода даква» (fesyen dakwah). Після Іранської революції (1978–1979) ісламське відродження перемістилося в центр мусульманського світу. Революція захопила уяву не лише мешканців Близького Сходу, а й багатьох мусульман Малайзії. Саме в Малайзії спочатку з'явився Тудонг, а згодом він поширився і в Індонезії.

### 1980-ті роки
До 1980-х років одягати тудонг (хустку) для малайських жінок вважалося чимось незвичним. Проте на початку 1980-х років, після Ісламської культурної революції в Ірані, тудонг з'явився у громадському просторі та свідомості. Натхненням для цього стала чадра, яка стала обов'язковим елементом одягу для іранських жінок. Деякі мусульманки-студентки, які вирішили повністю закривати своє тіло, були відраховані з університетів через відмову показувати обличчя для ідентифікації. Проте вже до середини 1980-х років, через шість років після Іранської революції та ісламського відродження в Малайзії, жінки, одягнені в тудонг, стали більшістю у вищих навчальних закладах та на державній службі. До кінця 1980-х років тудонг помітно витіснив Селенданг і став найпоширенішою формою хустки серед жінок у Малайзії. Тудонг поширився з університетських містечок до шкіл, робочих місць і, зрештою, до кампонгів.

### 1990-ті роки
У 1990-х роках тудонг також набув поширення в Індонезії, де став мейнстрімом. Цьому сприяло спільне використання малайської мови в засобах масової інформації та арабські нафтові гроші (відомі як «нафтодоларовий іслам»), що спрямовувалися на розвиток ісламу в обох країнах.